# جائزة أستراليا الكبرى 1981
جائزة أستراليا الكبرى 1981 هو سباق فورمولا 1 أقيم بتاريخ 8 نوفمبر 1981 في ملبورن، فيكتوريا. حلّ البرازيلي روبرتو مورينو أولا بينما جاء البرازيلي نيلسون بيكيه في المركز الثاني.